# Kronprinsparet på Drottningholm
Kronprinsparet på Drottningholm är en svensk dokumentärfilm från 1911.
Filmen är inspelad på Drottningholms slott och skildrar Gustav VI Adolf, Margareta av Storbritannien och Irland, deras son Gustaf Adolf, Prins Sigvard och Drottning Ingrid. Bilderna visar först kronprinsen i fälttjänstgöring och därefter mer privata bilder såsom barnlek, ridturer, utflykter och målarstudier. Filmen premiärvisades den 17 oktober 1911 på Brunkebergsteatern i Stockholm.
Filmen finns bevarad hos Sveriges Television.